# Ypehú
Ypé-Jhú este un oraș din departamentul Canindeyú, Paraguay.